# You Raise Me Up (電視劇)
《You Raise Me Up》，為韓國Wavve於2021年8月31日開始播出的原創網路劇。講述缺乏自信的30代男人"勇植"（尹施允飾演）與作為泌尿科主治醫生的初戀"露達"（安喜延飾演）重逢，歷經曲折後終於成為人生主角的性感活潑喜劇片。

## 演員陣容

### 主要角色
| 演員   | 角色   | 介紹 |
| 尹施允 | 都勇植 | 一個為九級公務員考試準備了6年的長壽公試生。在泌尿科遇到了初戀主治醫生後自尊受挫，他能否樹立起崩潰的自尊？                                              |
| 安喜延 | 李露達 | 一個稱職的泌尿科醫生。目前正在和與她處於同一級別的都志赫約會，但她已經厭倦了無法滿足的渴望和都志赫的過度自尊。在某次地偶然遇到了她的初戀⋯⋯             |
| 朴基雄 | 都志赫 | 與李露達在同一棟樓裡經營心理諮詢中心的精神科醫生。天生的金湯匙，以自己名義開業的執業醫生，以及完美的外貌。他很清楚自己的程度，所以他對一切都過於自信。 |

### 都勇植周邊人物
| 演員   | 角色               | 介紹 |
| 金雪鎮 | 花菩薩（Jennifer） | 是都勇植唯一一個不用擔心錢就能見面的朋友。雖然他是都勇植的軍隊後輩，但退伍後成為跨性別者。因受到神靈附體的影響，現在作為有靈性的算命先生進行活動。               |
| 吉海妍 |                    | 在鄉下種田都勇植的媽媽。由於缺乏現實感，無法感受到現代社會是多麼刻薄。總是會疑惑「我兒子經常當班長，而且總是過得很順利，為什麼會這麼慢就業呢？」。               |
| 李康鬱 | 泰鎮               | 都勇植的高中同學，也是一家成功的IT創業家。拋開曾經卑鄙的過去，對現在成功的人生有著巨大的自豪感。高中時期羨慕和嫉妒都勇植是帥氣的班長，現在總是嘲笑與鄙視都勇植。 |
| 李瑙雅 | 熙真               | 都勇植的前女友。天性溫順善良，長時間默默守護在都勇植身邊，但是都勇植的自尊感不斷下降，她厭倦了無望的局面，最終給都勇植帶來慘痛的傷口並離開。                     |
| 林哲亨 |                    | 社區內黑狗「春三」的爸爸。對伴侶犬「春三」的愛意至深，內心對於讓全村的狗都懷孕的活力王「春三」感到自豪。                                                         |
| 全錫燦 |                    | 社區內白狗「美美」的爸爸。把「美美」當成女兒、心肝寶貝，所以不能原諒隨心所欲地讓女兒懷孕的「春三」。                                                             |

### 李露達、都志赫周邊人物
| 演員   | 角色   | 介紹 |
| 崔大勳 | 張院長 | 李露達和都志赫的大學及學會前輩、李露達工作的泌尿科院長。個性調皮、愉快、幽默，因喜歡玩手機遊戲，所以經常看見他在玩手機。雖然有點滑頭滑腦，但不知道為何不會討厭他的好感型調皮鬼。 |
| 徐正妍 | 黃護士 | 泌尿科護士。習慣了每天觀察男人的日常生活，始終保持著沒有靈魂的語氣和商業化的態度。                                                                                               |
| 李智媛 | 李露莉 | 和李露達一起生活的妹妹。看似活潑的20多歲，但出乎意料的是她比姐姐更成熟、內心更深沉，所以經常對李露達提出好的建議或直言。                                                         |

### 特別出演
| 演員   | 角色   | 介紹 | 集數 |
| 太元碩 | 金初瓏 | 雖然體格像草寇，但喜歡編織和針線活，是個細膩且感性的男人。因周圍人的視線，沒能過堂堂正正的興趣生活，看到堂堂正正喊出「粉色御宅」的都勇植，深有感觸。 | 8    |
| KCM    |        | 在漢江船上求婚的男子。 | 8    |

## 原聲帶
- Part.1（發行日期：2021年8月31日）

| 曲序 | 曲目                    | 演唱   | 时长 |
| ---- | ----------------------- | ------ | ---- |
| 1.   | 꿈을 꾸고 있어          | Yoari  | 3:34 |
| 2.   | 닮아                    | ColdoK | 3:23 |
| 3.   | 꿈을 꾸고 있어（Inst.） |        | 3:34 |
| 4.   | 닮아（Inst.）           |        | 3:23 |

- Part.2（發行日期：2021年9月2日）

| 曲序 | 曲目             | 演唱   | 时长 |
| ---- | ---------------- | ------ | ---- |
| 1.   | Hold Me          | Elaine | 4:09 |
| 2.   | Hold Me（Inst.） |        | 4:09 |

- Part.3（發行日期：2021年9月7日）

| 曲序 | 曲目                   | 演唱   | 时长 |
| ---- | ---------------------- | ------ | ---- |
| 1.   | 아무것도 못해          | 千丹菲 | 3:37 |
| 2.   | 아무것도 못해（Inst.） |        | 3:37 |

## 外部連結
- Daum上《You Raise Me Up》的資料

| 新加坡、 马来西亚、 印度尼西亞 ONE HD 星期二、三 20:10 - 21:50(两集连播) | 新加坡、 马来西亚、 印度尼西亞 ONE HD 星期二、三 20:10 - 21:50(两集连播) | 新加坡、 马来西亚、 印度尼西亞 ONE HD 星期二、三 20:10 - 21:50(两集连播) |
| ------------------------------------------------------------------------ | ------------------------------------------------------------------------ | ------------------------------------------------------------------------ |
|                                                                          | You Raise Me Up 让我振起 （2021年11月2日－2021年11月10日）               |                                                                          |
| 红天机 （2020年8月31日－2021年10月27日）                                 | 现正分手中 (2021年12月7日 - )                                            |                                                                          |